# Rue des Alouettes
La rue des Alouettes est une voie du 19e arrondissement de Paris, en France.

## Situation et accès

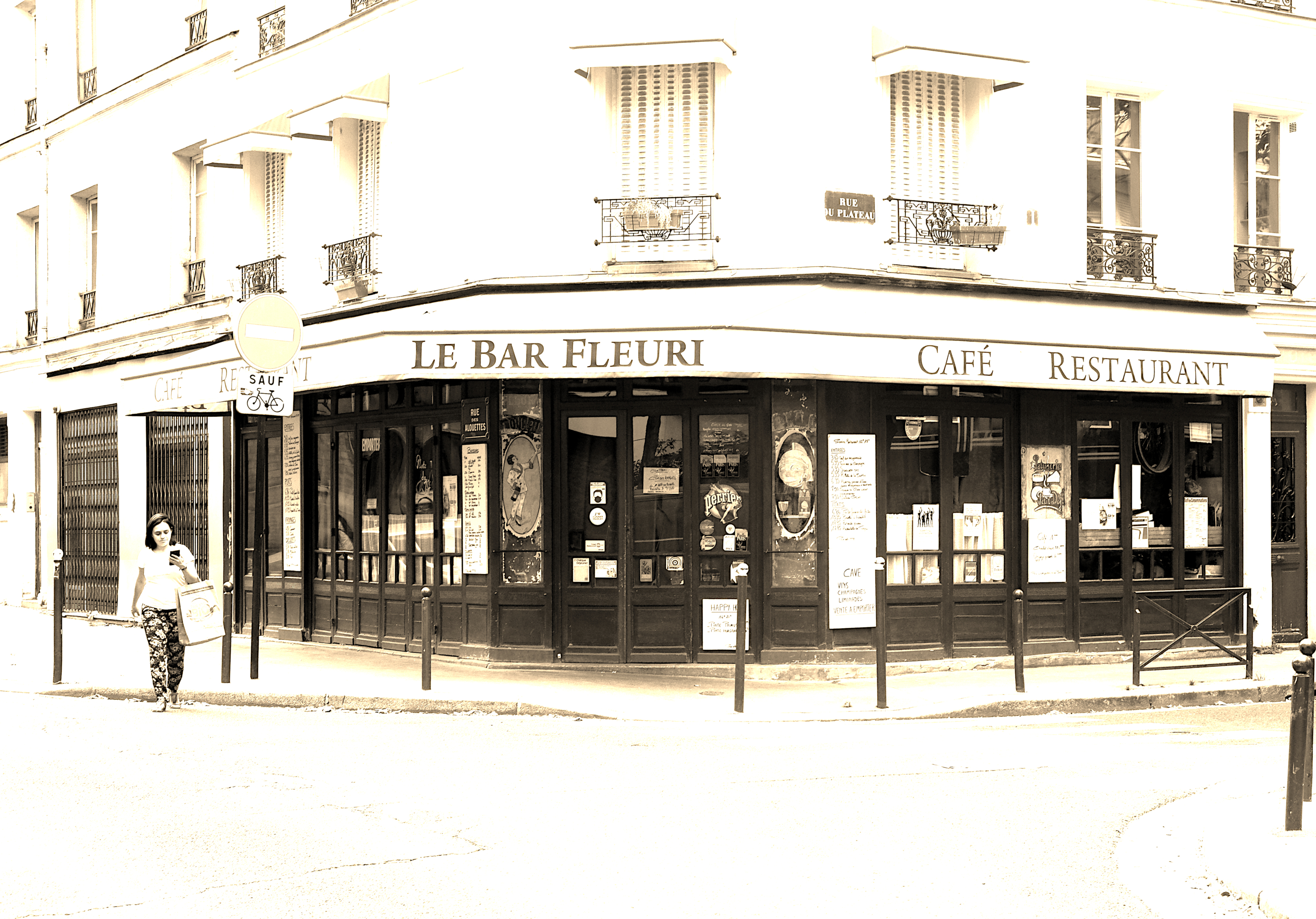
Café Le bar fleuri à l'angle des rues des Alouettes et du Plateau.

La rue des Alouettes est une voie publique située dans le 19e arrondissement de Paris. Elle débute au 28, rue Fessart et se termine au 64, rue Botzaris.

## Origine du nom
Cette voie doit son nom à un lieu-dit.

## Historique
Cette voie de l'ancienne commune de Belleville, entre les rues Carducci et Botzaris, et qui allait des Buttes-Chaumont à la rue de La Villette par un retour en équerre, existait en 1734 sous le nom de « chemin des Alouettes ». Elle est également tracée sur le plan cadastral de 1812. Cette partie est classée dans la voirie parisienne par un décret du 23 mai 1863.
Elle est prolongée, en 1909, jusqu'à la rue Fessart.
Par un arrêté du 24 février 1912, le « chemin des Alouettes » prend le nom de « rue des Alouettes » et le retour en équerre devient la rue Carducci. 

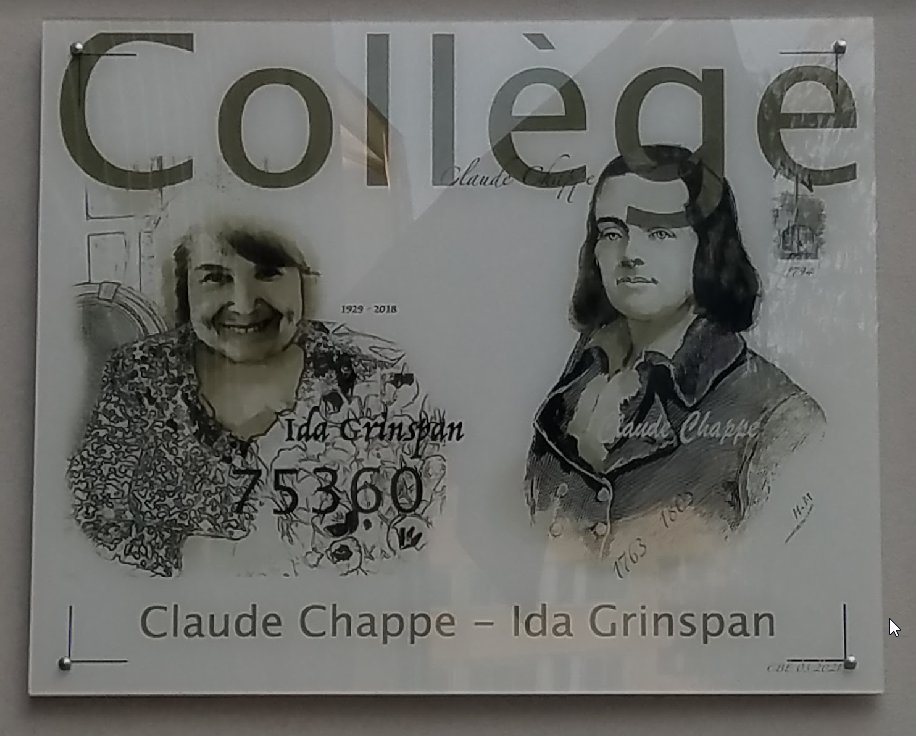
Plaque apposée sur le collège.

## Bâtiments remarquables
Au no 9 : collège Claude-Chappe-Ida-Grinspan, honorant l'inventeur du télégraphe Claude Chappe, qui fit ses premiers essais non loin d'ici (voir à rue du Télégraphe), et, depuis le 9 juin 2021, la survivante de la Shoah Ida Grinspan, qui a habité dans le quartier.